# Trucás
Trucá  é um povo indígena brasileiro que habita o arquipélago da Ilha da Assunção no Rio São Francisco, no município de Cabrobó, no estado de Pernambuco.